# Memoriał Alfreda Smoczyka 2009

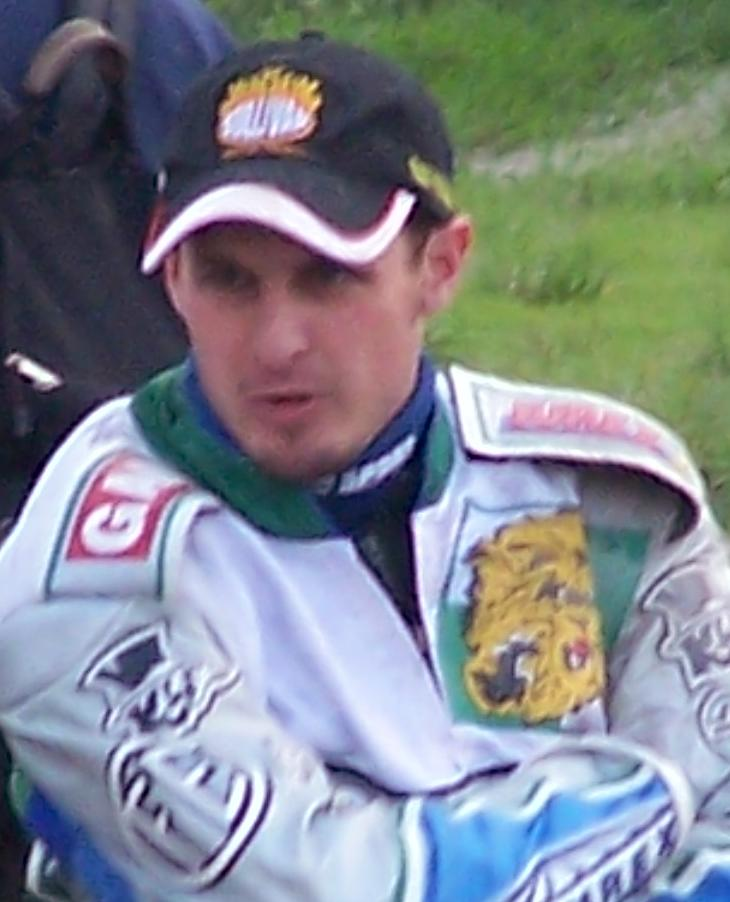
Ryan Sullivan

LIX Memoriał Alfreda Smoczyka pierwotnie miał odbyć się 30 marca 2009, jednak z powodu złej pogody przeniesiono go na 26 kwietnia 2009 godz. 18:30. 

## Wyniki
- 26 kwietnia 2009 (niedziela), Stadion im. Alfreda Smoczyka (Leszno)
- NCD: Sebastian Ułamek – 59,08 sek. w 4 wyścigu

| Msc. | Zawodnik                 | Klub                  | Pkt     |             |  |
| ---- | ------------------------ | --------------------- | ------- | ----------- |  |
| 1    | (6) Ryan Sullivan        | Unibax Toruń          | 12      | (2,2,3,2,3) |  |
| 2    | (5) Jarosław Hampel      | Unia Leszno           | 11 (+3) | (3,0,3,3,2) |  |
| 3    | (1) Damian Baliński      | Unia Leszno           | 11 (+2) | (2,3,1,3,2) |  |
| 4    | (8) Tomasz Gapiński      | Włókniarz Częstochowa | 11 (+1) | (0,2,3,3,3) |  |
| 5    | (2) Krzysztof Kasprzak   | Unia Leszno           | 9       | (3,1,2,0,3) |  |
| 6    | (4) Adrian Miedziński    | Unibax Toruń          | 9       | (0,3,2,1,3) |  |
| 7    | (13) Sebastian Ułamek    | Unia Tarnów           | 9       | (3,1,3,2,0) |  |
| 8    | (14) Leigh Adams         | Unia Leszno           | 9       | (2,3,2,1,1) |  |
| 9    | (15) Adam Shields        | Unia Leszno           | 8       | (1,3,0,3,1) |  |
| 10   | (16) Troy Batchelor      | Unia Leszno           | 7       | (0,1,2,2,2) |  |
| 11   | (9) Emil Sajfutdinow     | Polonia Bydgoszcz     | 6       | (2,2,1,w,1) |  |
| 12   | (7) Przemysław Pawlicki  | Unia Leszno           | 5       | (1,1,1,2,0) |  |
| 13   | (11) Karol Ząbik         | KM Ostrów             | 4       | (1,2,0,1,0) |  |
| 14   | (3) Rafał Dobrucki       | Falubaz Zielona Góra  | 4       | (1,0,0,1,2) |  |
| 15   | (10) Jurica Pavlic       | Unia Leszno           | 3       | (3,0,0,0,0) |  |
| 16   | (12) Hans Andersen       | Wybrzeże Gdańsk       | 2       | (0,0,1,0,1) |  |
|      | rez. Sławomir Musielak   | Unia Leszno           | 0       | (0)         |  |
|      | rez. Mateusz Łukaszewski | Unia Leszno           | 0       | (0)         |  |

## Bieg po biegu
1. (60,09) Kasprzak, Baliński, Dobrucki, Miedziński
2. (60,03) Hampel, Sullivan, Pawlicki, Gapiński
3. (60,05) Pavlic, Sajfutdinow, Ząbik, Andersen
4. (59,08) Ułamek, Adams, Shields, Batchelor
5. (60,97) Baliński, Sajfutdinow, Ułamek, Hampel
6. (59,90) Adams, Sullivan, Kasprzak, Pavlic
7. (61,38) Shields, Ząbik, Pawlicki, Dobrucki
8. (60,47) Miedziński, Gapiński, Batchelor, Andersen
9. (61,50) Sullivan, Batchelor, Baliński, Ząbik
10. (60,81) Hampel, Kasprzak, Andersen, Shields
11. (61,09) Gapiński, Adams, Sajfutdinow, Dobrucki
12. (61,12) Ułamek, Miedziński, Pawlicki, Pavlic
13. (62,18) Baliński, Pawlicki, Adams, Andersen
14. (61,84) Gapiński, Ułamek, Ząbik, Kasprzak
15. (61,19) Hampel, Batchelor, Dobrucki, Pavlic
16. (61,93) Shields, Sullivan, Miedziński, z biegu wykluczony został E.Sajfutdinow
17. (61,84) Gapiński, Baliński, Shields, z biegu wykluczony został J.Pavlic
18. (62,16) Kasprzak, Batchelor, Sajfutdinow, Pawlicki
19. (61,94) Sullivan, Dobrucki, Andersen, Ułamek
20. (61,63) Adams, Hampel, Miedziński, Ząbik

Bieg dodatkowy
1. (brak czasu) Hampel, Baliński, Gapiński